# Герб Заинского района
Герб Заи́нского муниципального района Республики Татарстан Российской Федерации.
Герб утверждён Решением № 99 Совета Заинского муниципального района 26 декабря 2006 года.
Герб внесён в Государственный геральдический регистр Российской Федерации под регистрационном номером 2877 и в Государственный геральдический реестр Республики Татарстан под № 96.

## Описание герба
«В четверочастном червлёном и зелёном поле — золотое пламенеющее солнце (без изображения лица), c лучами, показанными лишь в червлени и отвлечёнными от диска; в зелени же солнце сопровождено: в верхней четверти — особой золотой фигурой (тамгой), образованной тремя гонтами в столб, соединёнными вверху бруском, с двумя скруглёнными углами вверху, причём боковые гонты внизу гаммированны в стороны, средний же раздвоен; а в нижней четверти — серебряным свитком и поверх него таким же пером, положенным в левую перевязь».

## Символика герба
Герб Заинского района языком символов и аллегорий отражает природные, экономические и историко-культурные особенности края.
Центральная фигура щита — солнце (образ света, энергии, тепла) символизирует развитый энергетический комплекс района, стремление к прогрессу и процветанию.
Свиток и гусиное перо олицетворяют богатые традиции духовной культуры района, славящегося именами знаменитых писателей, поэтов, просветителей, деятелей науки, образования и искусства.
Древний тюркский знак — тамга, представляет собой обобщённый символ преемственности поколений, исторической памяти, патриотизма, заботы об историко-культурном наследии края.
Наложенные на солнце зелёные части обозначают природное богатство района, развитое сельскохозяйственное производство.
Цветовое решение герба (красный, зелёный) символически отражает многонациональный и поликонфессиональный состав жителей района.
Золото — символ урожая, богатства, стабильности, уважения и интеллекта.
Серебро — чистота родниковой воды, совершенство, благородство, взаимопонимание.
Зелёный цвет — символ природы, здоровья и жизненного роста, надежды.
Красный цвет — символ мужества, силы и красоты, праздника.

## История герба

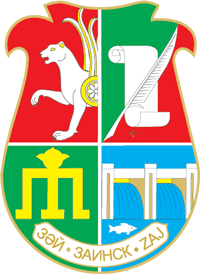
Герб Заинска и Заинского района (1995 год)

В 1995 году был утверждён общий герб города Заинска и Заинского района. Герб представлял собой геральдический щит в виде цветка тюльпана, олицетворяющего пробуждение весенней природы и символизирующего возрождение города. Центральный образ герба — половина изображения крылатого барса на красном фоне (часть герба Татарстана). Справа лист бумаги и гусиное перо на зелёно-красном фоне, означающие что в районе есть выдающиеся писатели, начиная с древности (Кул Гали). Внизу слева изображение тамга — знака древних тюркских народов на фоне зелёного цвета. Это означает, что город Заинск имеет древнюю историю. Внизу справа изображена ГРЭС — одна из крупнейших станций России. Изображение рыбы символизирует богатство природы. Символические значения цветов: красный — зрелость, энергия, сила, жизнь, жизнеспособность района и г. Заинска; зелёный — зелень весны, полей, возрождение всего живого; белый — чистота помыслов, намерений; голубой — богатство водными запасами. 
Авторы герба: Назипов Р. Г., Шамсетдинов Р.
Ныне действующий герб района разработан на основе герба Заинска и Заинского района (1995 года) авторской группой Геральдического совета при Президенте Республики Татарстан и Союза геральдистов России в составе:
Рамиль Хайрутдинов (Казань), Радик Салихов (Казань), Ильнур Миннуллин (Казань), Константин Мочёнов (Химки), Оксана Афанасьева (Москва), Вячеслав Мишин (Химки) при участии Рината Фардиева (Заинск), Гамира Тазетдинова (Заинск), Марселя Хузина (Заинск).